# José (patriarca)
José (en hebreo: יוֹסֵף‎, romanizado: Yosef, lit. '«Dios añadirá» o «Dios aumentará»'; hebreo tiberiano Yôsēp̄; en árabe: يوسف‎, romanizado: Yūsuf o Yūsif; en griego antiguo: Ἰωσήφ, romanizado: Iōsēph; en latín: Iosephus o Ioseph) es un personaje importante del libro bíblico del Génesis, ancestro de dos tribus de Israel. 
Según el relato, fue uno de los doce hijos de Jacob. Había nacido de Raquel, la esposa amada de Jacob y era el hijo preferido de su padre; sus hermanos, nacidos de Lea o de las concubinas de Jacob, lo envidiaban por eso, al punto de venderlo como esclavo. Fue llevado a Egipto donde, después de ser acusado injustamente de adulterio por su dueña, estuvo en prisión. Al interpretar un sueño profético del Faraón, fue liberado y elevado a la categoría de chaty. En tiempos de hambruna salvó al pueblo egipcio e hizo entrar en el país a su familia, perdonó a sus hermanos y les otorgó el país de Gosén, donde se convertirían en el pueblo de Israel.
Sus hijos Efraín y Manasés, nacidos de la egipcia Asenat, constituyeron dos de las doce tribus de Israel, conocidas como Casa de José, que son las más importantes del Reino de Israel y ancestros de los actuales samaritanos. José es visto entre los musulmanes como un profeta de Dios. 
La investigación histórica lo considera un héroe epónimo, cuya leyenda fue elaborada en forma de relato sapiencial.

## Nacimiento y juventud

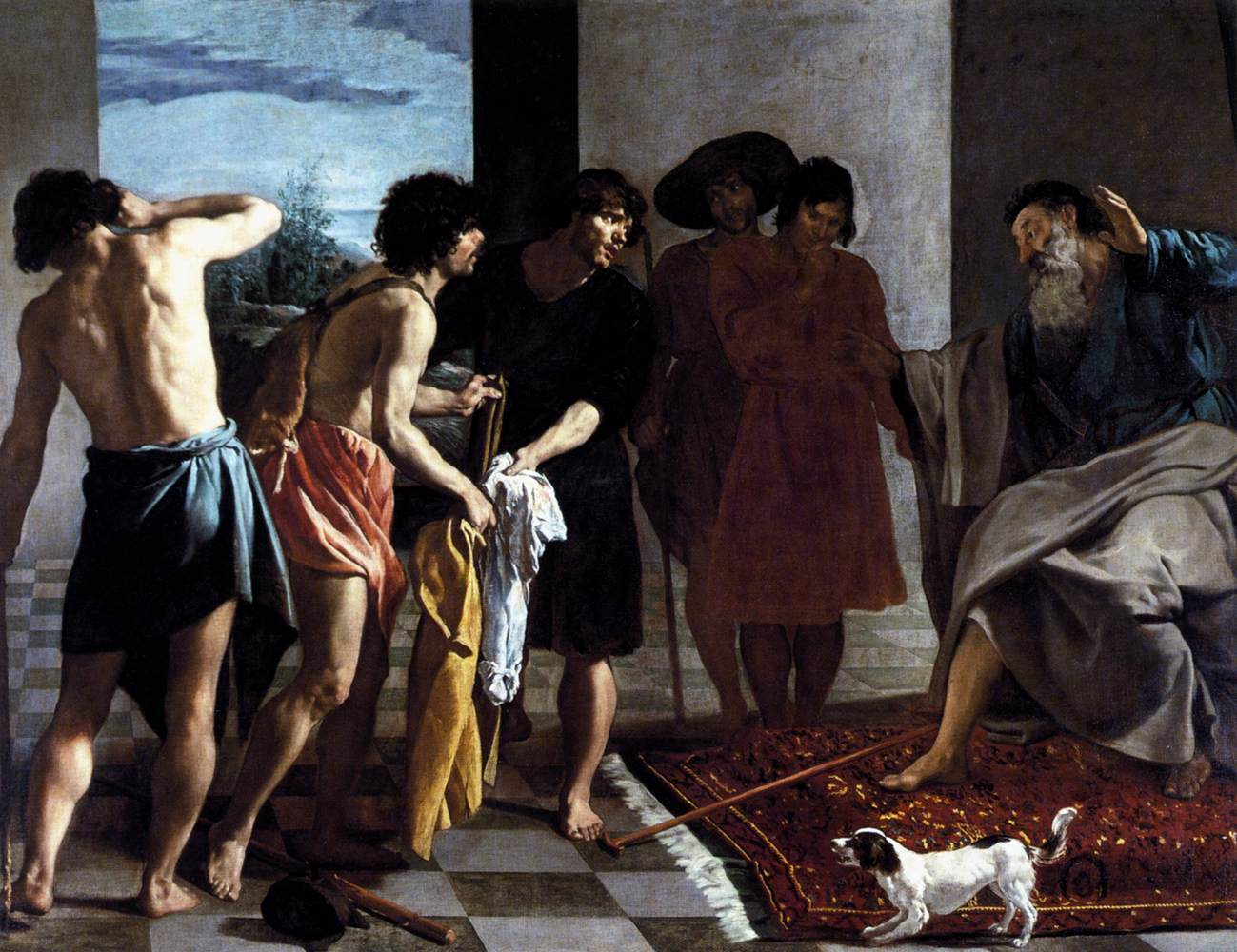
Diego Velázquez, La túnica de José, 1630. Monasterio de El Escorial, Madrid

José fue el undécimo hijo de los doce que tuvo Jacob, su madre fue Raquel, quien el texto bíblico relata como la esposa más amada por Jacob, por esta razón, Jacob, también llamado Israel, lo amaba más que a sus otros hijos y eso produjo la envidia de sus hermanos. José tenía a su vez sueños en los que aparecía alzado por encima de éstos y prediciendo lo que iba a suceder en el futuro. Por ser el favorito y quien Jacob quería que fuese su sucesor, el tercer patriarca hebreo le elaboró una túnica de colores que lo distinguía, hecho que enfureció aún más a sus hermanos, quienes buscaron entonces una ocasión para vengarse. Un día sus hermanos llevaron a sus animales a pastar en un lugar lejano a sus tiendas. 
Al pasar el tiempo y ver que no regresaban, Jacob envió a José a buscarlos y verificar que se encontraban bien. Sus hermanos, al ver desde lejos que venía José, planearon matarlo. Rubén, el mayor, intentó convencerlos de que no era buena idea, pero cuando José llegó lo arrojaron a un pozo de agua vacío y lo tuvieron atrapado hasta decidir qué hacer con él. Al día siguiente pasó por ese lugar una caravana de mercaderes que se dirigían a Egipto y los hermanos de José lo vendieron como esclavo. De regreso con Jacob, mintieron al patriarca diciendo que solo habían encontrado la túnica de José, la cual habían embebido en sangre de cordero para hacerle creer a Jacob que había sido atacado por un lobo, bestia que supuestamente lo había matado. Jacob lloró la muerte de su querido hijo desconsoladamente. Así fue como José partió de Canaán para llegar luego a Egipto.

## Vida en Egipto

### Esclavo de Potifar
Bajo la tradición que arranca de las obras de Josefo lo ubica en el llamado período de los hicsos, momento en que José fue vendido y llevado a la casa de un funcionario llamado Putifar. Este le confió la administración de su casa. Según el relato bíblico, la esposa de Potifar intentó seducirlo, para lo cual lo llamó a su habitación y le propuso tener relaciones sexuales; el joven hebreo se resistió y salió de la habitación dejando su manto. La esposa de Potifar, al no lograr su objetivo, lo acusó de intentar aprovecharse de ella, mostrando como prueba el manto. Potifar, en consecuencia, lo envió a prisión.

### Interpretación de los sueños del copero y del panadero
En la cárcel, José se encontró con el copero y el panadero del Faraón (probablemente Amenemhat III ). Ambos habían tenido sueños misteriosos, y José les pidió que se los contasen porque él era capaz de interpretarlos.
El copero le contó que en su sueño exprimía tres racimos de uva en la copa del Faraón, lo cual José interpretó como que dentro de tres días sería declarado inocente, recuperando su puesto. En consecuencia, le solicitó que hablase a su favor con el monarca.
El panadero le pidió que también interpretara su sueño, en el cual las aves devoraban el contenido de tres canastas llenas de pan. José explicó que dentro de tres días el panadero sería ejecutado y los pájaros se comerían su cuerpo.
Tres días después fue el cumpleaños del faraón. Así que el faraón hizo un banquete para todos sus siervos, devolvió su puesto al jefe de los coperos pero hizo que colgaran al jefe de los panaderos. Todo se cumplió según lo predicho por José. No obstante, al verse libre, el copero se olvidó de José.

### Interpretación de los sueños del Faraón

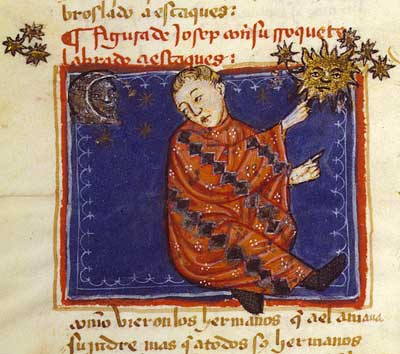
Biblia de Alba, manuscrito miniado sefardí, biblia hebraica traducida al romance, pp. 1422-1433, fol. 49r: José interpreta los sueños del Faraón en Egipto. Inscripción: "Figura de Josep con su roquete labrado a escaques"

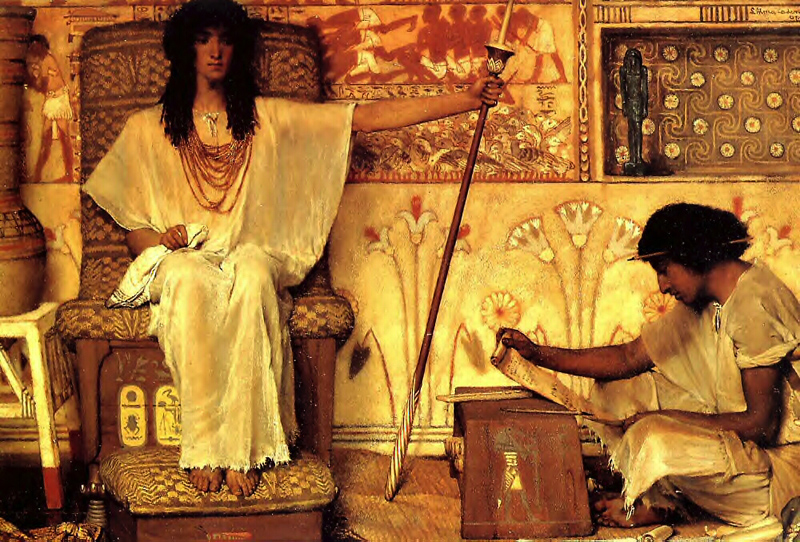
José—Supervisor de Graneros del Faraón, óleo, 1873 (Lawrence Alma Tadema).

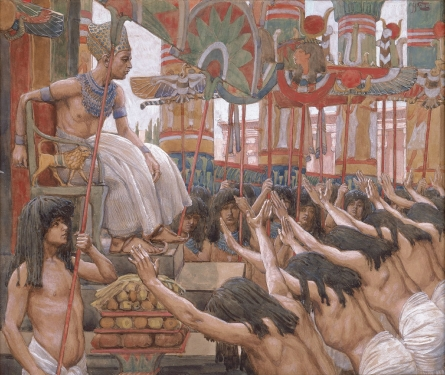
José reside en Egipto, acuarela decimonónica de James-Jacques Tissot. Museo Judío de Nueva York

Al cabo de dos años, el Faraón soñó que se encontraba en las riberas del Nilo, y del agua subían siete vacas gordas que pacían en la orilla; a continuación subían del agua otras siete vacas flacas, y devoraban a las primeras, sin engordar por ello. El Faraón despertó entonces, pero al volver a dormirse soñó que de una caña de trigo brotaban siete espigas llenas de grano, pero tras ellas brotaban otras siete espigas, vacías y quemadas por el viento del desierto, que devoraban a las primeras. Al día siguiente, el Faraón se encontraba atormentado por sus sueños; consultados los sabios de Egipto, ninguno fue capaz de interpretarlos.
El copero se acordó entonces de José y le contó a Faraón lo ocurrido en la cárcel. Así pues, el Faraón mandó llamar a José a su presencia. Cuando sacaron a este de la cárcel, le cortaron el pelo y le dieron ropas nuevas antes de presentarse ante el Faraón. Este le dijo: "He tenido un sueño y no hay quien me lo interprete, y he oído hablar de ti, que en cuanto oyes un sueño lo interpretas". José respondió a su vez: "No yo; Dios será el que dé una respuesta favorable al Faraón". El Faraón dijo entonces a José: "Éste es mi sueño: estaba yo en la ribera del río, y vi subir del río siete vacas gordas y hermosas, que se pusieron a pacer en la verdura de la orilla, y he aquí que detrás de ellas suben otras siete vacas, malas, feas y flacas, como no las he visto de malas en toda la tierra de Egipto, y las vacas malas y feas se comieron a las primeras siete vacas gordas, que entraron en su vientre sin que se conociera que habían entrado, pues el aspecto de aquéllas siguió siendo tan malo como al principio. Y me desperté. Vi también en sueños que salían de una misma caña siete espigas granadas y hermosas, y que salían después de ellas siete espigas malas, secas y quemadas del viento solano, y las siete espigas secas devoraron a las siete hermosas. Se lo he contado a los adivinos, y no ha habido quien me lo explique".
José dijo al Faraón: "El sueño del Faraón es uno solo. Dios ha dado a conocer al Faraón lo que va a hacer. Las siete vacas hermosas son siete años, y las siete espigas hermosas son siete años de riqueza y abundancia. Las siete vacas flacas y malas que subían detrás de las otras son otros siete años, y las siete espigas secas y quemadas del viento solano son siete años de hambre. Es lo que he dicho al Faraón, que Dios le ha mostrado lo que hará. Vendrán siete años de gran abundancia en toda la tierra de Egipto, y detrás de ellos vendrán siete años de escasez, que harán que se olvide toda la abundancia en la tierra de Egipto, y el hambre consumirá la tierra. No se conocerá la abundancia en la tierra a causa de la escasez, porque ésta será muy grande. Cuanto a la repetición del sueño a Faraón por dos veces, es que el suceso está firmemente decretado por Dios y que Dios se apresurará a hacerlo. Ahora, pues, busque el Faraón un hombre inteligente y sabio, y póngalo al frente de la tierra de Egipto. Nombre el Faraón intendentes, que visiten la tierra y recojan el quinto de la cosecha de la tierra de Egipto en los años de abundancia; reúnan el producto de los años buenos que van a venir, y hagan acopio de trigo a disposición del Faraón, para mantenimiento de las ciudades, y consérvenlo para que sirva a la tierra de reserva para los siete años de hambre que vendrán sobre Egipto, y no perezca de hambre la tierra".
Todos parecieron conformes con las palabras de José, y el propio Faraón, impresionado por ello, dijo: "Tú serás quien gobierne mi casa, y todo mi pueblo te obedecerá; sólo por el trono seré mayor que tú". Dicho esto, el Faraón se quitó su anillo y se lo puso a José, mandó que lo vistieran con ropas blancas de lino, puso en su cuello un collar de oro y ordenó que, cuando José montase sobre el segundo de los carros del Faraón, se gritase ante él la expresión de reverencia abrek y que se le llamase Zafnat Paneaj, que significa aproximadamente "Dios habló y él vino a la vida". Finalmente, el Faraón le entregó por esposa a Asenat, hija de Potifera, sacerdote de On.
Pasó el tiempo, y antes de que llegasen los años de escasez José tuvo dos hijos varones con su esposa Asenat. Llamó al mayor Manasés, pues se dijo "Dios me ha hecho olvidar todas mis penas y toda la casa de mi padre", y al menor Efraín, pues decía: "Dios me ha dado fruto en la tierra de mi aflicción", pero jamás olvidó a su padre y hermanos, y nunca perdió la esperanza de volver a verlos.

## El reencuentro con sus hermanos y su padre

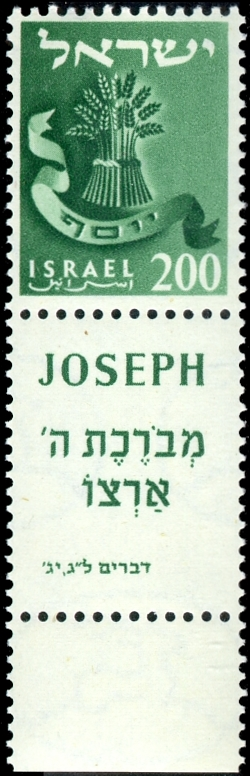
Símbolo de la tribu de José. Inscripción hebrea: "Bendita del Señor sea su tierra"

Al acabar los siete años de abundancia en Egipto, llegó el hambre, y el pueblo clamaba al Faraón, que les decía que fueran a José e hiciesen lo que él dijera. Mucha gente fue a comprarle trigo a José, no sólo de Egipto, sino también de otras tierras.
El hambre también golpeó las tierras de Canaán, y en especial Beerseba, donde vivía Jacob con su gente. Enterados de que en Egipto había trigo, envió a sus diez hijos mayores a Egipto dejando a Benjamín, el menor de todos, a su lado. Los diez hermanos llegaron hasta la corte del Faraón para pedir ayuda, y se presentaron ante José, al que no reconocieron porque estaba muy cambiado y además vestía como egipcio.
Pero José sí los reconoció a ellos, pero disimuló y les preguntó a través de un intérprete de dónde venían. Sus hermanos le contestaron que venían de Canaán para comprar alimentos, pero él los acusó de ser ladrones y espías. Ellos, consternados, le contestaron que todos eran hermanos, hijos de Jacob. José les replicó “¿Cómo puede ser un hombre tan rico en hijos?”, y ellos explicaron que en realidad eran once hermanos, pero que el menor de todos se había quedado con su padre. José mandó encerrar a sus hermanos en la cárcel durante tres días, y durante este período ellos reflexionaron sobre todo el mal que le habían hecho a José. Este, que los escuchaba, tuvo que retirarse debido a la emoción que le causaban sus palabras. Al cabo de los tres días, José los liberó y declaró que llevarían trigo a Canaán, pero, para demostrar la veracidad de sus palabras, deberían volver y traer consigo al hijo menor, Benjamín. Mientras tanto, tomó a Simeón como rehén y lo encerró. Además, metió en las alforjas de sus hermanos el dinero que ellos habían pagado por el trigo.
Cuando regresaron a Canaán, los hermanos quedaron consternados al ver en sus alforjas el dinero que habían pagado, y temieron que los egipcios pudiesen utilizar esta situación para convertirlos en esclavos y despojarlos de sus bienes. Le contaron todo lo sucedido a su padre, y Jacob se entristeció por Simeón, pero les contestó que no iban a volver a Egipto con Benjamín porque ya había perdido a José y no soportaría perder también a Benjamín, el único hijo que le quedaba. Pero la sequía y escasez continuaron y, tras mucho insistir, Rubén y Judá consiguieron que Jacob transigiera, y los hijos de Jacob volvieron a Egipto con Benjamín.
Al volver a Egipto, los hijos de Jacob fueron recibidos por el mayordomo de José, que les dijo que no debían preocuparse por el dinero y además los reunió con Simeón. Todos fueron invitados a la casa de José, a quien le dieron regalos de parte de su padre. José se alegró especialmente de ver a Benjamín después de tanto tiempo, hasta el punto de retirarse a sus habitaciones a llorar de la emoción. Tras recuperarse, José invitó a sus hermanos a un banquete, en el que los acomodó por orden de edad. Al ver esto, se sorprendieron mucho, pero el mayordomo de José les explicó que pudo adivinarlo gracias a su copa de plata, que era mágica. Todos comieron y bebieron felizmente; en especial Benjamín, que recibió más y mejor comida que sus hermanos.

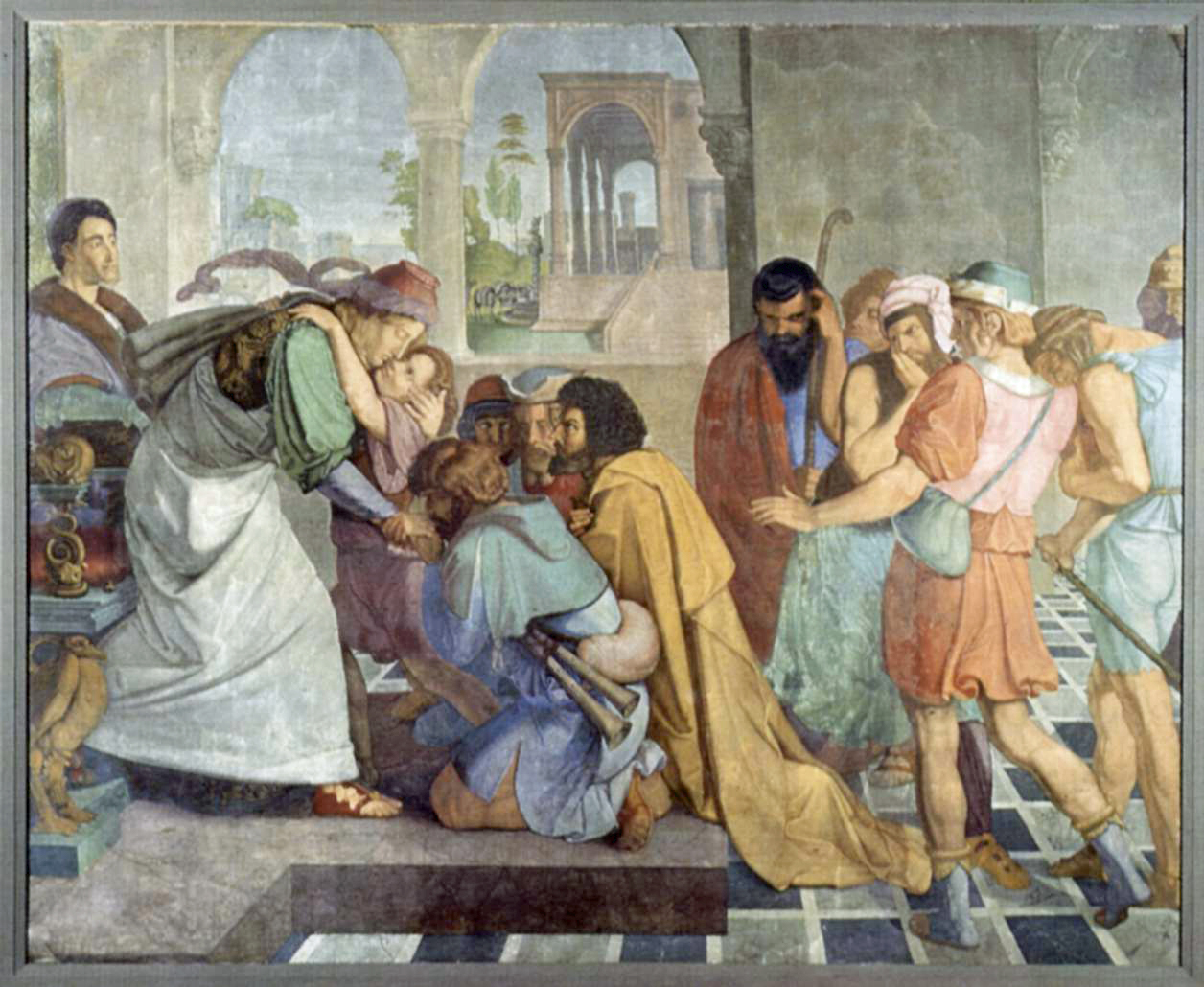
Peter von Cornelius, José se presenta a sus hermanos, fresco, 1816-17.

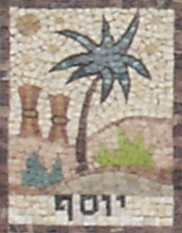
"Yosef" (יוסף). Detalle de mosaico-mural israelita simbólico de la Tribu Israelita de José, cuyo símbolo es el trigo.

Mapa con las doce tribus israelitas, 1200-1050 a. C. El territorio correspondiente a José le fue otorgado a sus dos hijos, quienes formaron la Tribu de Manasés y la Tribu de Efraín, cuyos territorios figuran en el centro del mapa, en color verde manzana y crema, respectivamente.

Cuando los esclavos estaban llenando de trigo las alforjas de los hermanos, José decidió ponerlos a prueba e introdujo su copa de plata en las alforjas de Benjamín. Cuando los hermanos ya se marchaban de la ciudad, fueron alcanzados por los soldados, que los acusaron del robo de la copa. Estos negaron el hecho, pero los soldados revisaron las alforjas y, para sorpresa de los hijos de Jacob, la copa apareció en la de Benjamín. Entonces los soldados anunciaron que los demás podían seguir su camino, pero que el ladrón debía quedarse. Ninguno de sus hermanos quiso aceptar esto, y todos volvieron con José, quien les recriminó que defendiesen a un ladrón y los instó a volver a su tierra. Sin embargo, sus hermanos replicaron que preferían morir que ver sufrir nuevamente a su padre, quien ya había sufrido el dolor de la pérdida de un hijo predilecto y no podría volver a soportarlo.
Entonces, José expulsó a los soldados y a los esclavos y rompió a llorar a gritos, con tanta fuerza, que sus llantos se oyeron hasta en el palacio del Faraón. Al ver que habían cambiado y que estaban dispuestos a dar la vida por su hermano menor, José por fin se dio a conocer a sus hermanos. Estos enmudecieron de asombro y de miedo al pensar que, probablemente, querría vengarse de ellos, pero José los calmó, diciendo: “No os preocupéis, que todo fue obra de Dios, era necesario que yo viniese a Egipto para que nuestro pueblo, Israel, sobreviviera en este tiempo de escasez y hambruna”.
Al enterarse el Faraón de lo sucedido, mandó a decir a José que invitase a Egipto a Jacob y a su pueblo, pues deseaba regalarles tierras de cultivo en agradecimiento por cuanto José había hecho por los egipcios. Los hermanos de José volvieron a Canaán, cargados de regalos de Egipto, y le contaron todo a Jacob; este, lleno de alegría, partió con toda su familia rumbo a Egipto. Al encontrase padre e hijo, Jacob exclamó: “¡Agradezco infinitamente a Dios porque me ha dado por segunda vez a mi hijo querido, Él obra de manera misteriosa!”. José le pidió que se quedara a vivir sus últimos años con él y también que se quedase todo su pueblo. Él aceptó, con la condición de que sus restos mortales fuesen llevados nuevamente cuando el pueblo regresase a “Canaán, la tierra prometida”.
Jacob y su familia vivieron entonces en la tierra de Gosén, un lugar destinado al pastoreo del ganado en el Bajo Egipto, cerca de Avaris, ciudad que fuera la capital de las dinastías hicsas que dominaron Egipto durante el siglo XVII a. C.

## Fallecimiento
Según el relato bíblico, José falleció cuando tenía ciento diez años de edad. Su cuerpo recibió embalsamamiento y fue puesto en un sarcófago, es decir que tuvo un trato para altos dignatarios, no sin antes, pedir, como su última voluntad y en un acto de Fe, que sus huesos fueran llevados a la Tierra Prometida.
Posteriormente, cuando el pueblo hebreo inició el Éxodo, y salió de Sucot, Egipto, Moisés ordenó llevarse los huesos de José con ellos. Josué, más adelante, inhumó los huesos de José en Siquem, en la heredad de Jacob, y fue enterrado junto a su padre. Muchos teólogos han asociado la figura de José con la de Jnumhotep II, (Khnumhotep) pues en su tumba hallada en el poblado beduino de Beni Hassan (Egipto) se encontraron pinturas con hombres barbados con túnicas de colores entrando a Egipto con sus familias y cabras. Todo esto en tiempos del faraón Sesostris II que fue cuando se construyó el canal de José llamado canal de Bahr Yussef el cual es una desviación del Nilo que corre hacia el oriente y creó el lago artificial del oasis de Al-Fayum.

## Historicidad
A José históricamente se le asocia con la inmigración de los Hicsos hacia la Dinastía XIV de Egipto y se ha argumentado que el relato de la venta de José como esclavo por veinte piezas de plata refleja el precio común de aquella época, en contraposición con períodos posteriores donde dicho precio fue aumentando constantemente.
A mediados del siglo XX, era común entre los académicos sostener que las narraciones bíblicas sobre los Patriarcas tenían un fondo histórico. Este consenso ya no existe, a pesar de que continúa repitiéndose en obras confesionales. En esa hipótesis, se consideraba que la historia de José correspondía al período de los reyes hicsos o, minoritariamente, al reinado de Amenofis III. 
A partir de la obra de Thomas L. Thompson y de John Van Seters, se ha comprobado que no existe evidencia sobre la historicidad de José, así como de los demás Patriarcas y que se trata de caracteres derivados de leyendas y relatos populares pertenecientes al primer milenio antes de la Era común. En consecuencia, se tiende a considerar a José como el protagonista de una historia ficticia del género sapiencial, como la de Ahikar, redactada en los últimos años de la monarquía judaita o incluso después del Exilio.
Thomas Römer, quien ha escrito extensamente sobre José, declaró en 2021: La fecha de la narración original puede ser el período persa tardío, y si bien hay varios pasajes que encajan mejor en un contexto griego ptolemaico, la mayoría de estos pasajes pertenecen a revisiones posteriores.

### Estatua de Avaris
En Avaris, capital egipcia durante el dominio extranjero, se encontraron los restos de una estatua (la Estatua de Avaris) que representa un hombre sentado sujetando un bastón arrojadizo, el estilo artístico y las ropas no son egipcias, y por el tamaño, se indica que se trata de una persona muy importante de alto rango. Con el periodo de los Hicsos, se han dado una cantidad de teorías que respaldarían los relatos Bíblicos de personajes muy importantes como José o Moisés. 
Según el cineasta y periodista canadiense-israelí Simcha Jacobovici (mismo creador del The Exodus Decoded) se trata de una estatua a José, y supuestamente el nombre Avaris viene de Avar-Ysh que significa Ivri-Ysh "el Hebreo Jose". Según Jacobovici, esto no se da conocer al público porque existe una especie de complot para ocultar la Biblia.

### La Estela del hambre
La Estela del hambre es un texto egipcio que guarda paralelismos con la historia de José. El texto describe una severa hambruna de siete años causada por la falta de inundaciones del Nilo, lo que afectó gravemente la agricultura y la alimentación en Egipto. El faraón ya Preocupado por la crisis consultó a su visir Imhotep, quien le aconsejó rendir homenaje al dios Jnum, considerado el responsable de las inundaciones del Nilo. Zoser soñó con Jnum, quien le prometió restaurar las inundaciones y poner fin al hambre con años de abundancia.Aunque el texto es similar a la historia de José y se suele usar para argumentar un posible núcleo histórico, es muy difícil que tengan un mismo núcleo histórico tan siquiera, debido a que esta estela data del siglo II a. C., mientras que se supone que José habría sido visir en Egipto en el siglo XVIII a. C. o XVII a. C.

## Paralelos biográficos
José tiene un notable paralelo con otro personaje bíblico, Daniel. Asimismo, los aspectos dramáticos de su vida (menospreciado por sus hermanos y luego encumbrado a una gran posición) presentan ciertas características comunes con la vida de David.

## José en la cultura popular

#### Representaciones
- 1743, Joseph (HWV 59), oratorio de Georg Friedrich Händel.[25]
- 1914, Josephslegende (Op. 63. Leyenda de José), ballet en un acto compuesto para los Ballets Rusos, con libreto de Hofmannsthal y Kesslery y música de Richard Strauss. Estrenado en la Ópera de París.
- 1933 - 1943, José y sus hermanos (Joseph und seine Brüder), tetralogía literaria de Thomas Mann.[26]
- 1961, Giuseppe venduto dai fratelli, filme dirigido por Luciano Ricci[27]
- 1974, La historia de Jacob y José (película)[28]
- 1979, Joseph and His Brothers, episodio de la serie televisiva Génesis.[29]
- 1982, José el Soñador (Joseph and the Amazing Technicolor Dreamcoat), ópera rock de Andrew Lloyd Webber y Tim Rice.
- 1990, José y sus hermanos, episodio de la serie La más grandiosa de las aventuras: pasajes de la Biblia.[30]
- 1992, José en Egipto, epìsodio animado de la serie Animated Stories from the Bible.[31]
- 1995, José (película)[32]
- 1997 - Seisho Monogatari, En el Principio: Historias de la Biblia, episodios de José.
- 1999, Joseph and the Amazing Technicolor Dreamcoat, película basada en el musical José y su Sorprendente Manto de Sueños en Tecnicolor[33]
- 2000, Joseph: King of Dreams, película musical de animación, precuela de la película de 1998 El príncipe de Egipto.[34]
- 2008, José, el Profeta (en persa: یوسف پيامبرYusuf e Payambar), miniserie televisiva iraní, dirigida por Farajullah Salahshur, que narra la historia de José desde el punto de vista islámico, ambientada en el período de Amarna.[35]
- 2013, José de Egipto (serie brasileña)[36].
- 2013, Giuseppe e i suoi Fratelli / Joseph and his Brethren, ópera en tres actos compuesta por Elam Rotem.[37]

#### Estudios culturales
- 2009, Joseph in Egypt: A Cultural Icon from Grotius to Goethe, de Bernhard Lang. Texto que estudia el impacto cultural de la historia de José.